# Чехонадский, Роман Борисович
Роман Борисович Чехонадский (род. 19 мая 1976, Алма-Ата, Казахская ССР, СССР) — казахский актёр кино и театра. Заслуженный деятель Республики Казахстан (2015). «Деятель Культуры Республики Казахстан» (2010). Лауреат Национальной Театральной премии «Сахнагер» в номинации «Лучший актёр» (2018).

## Биография
- Роман Борисович Чехонадский родился 19 мая 1976; Алма-Ата.
- В 1999 году Окончил Казахский государственный институт театра и кино им. Т. Жургенова по специальности «актер музыкального театра».
- С 2000 года — артист Русский драматический театр имени М. Горького
- В 2009 году Окончил III Международную летнюю театральную школу Союз театральных деятелей Российской Федерации

Актер Национального русского театра драмы имени Михаила Лермонтова.

## Театральные работы
- Основные роли на сцене Русский драматический театр имени М. Горького:
- К.Драгунская «Русскими буквами» — Ночлегов
- С.Мрожек «Танго» — Артур
- Ф.Достоевский «И был день…» («Преступление и наказание») — Раскольников
- О.Заградник Соло для часов с боем" — Павел Есенский
- А.Сергиенко и В.Чутко «Прощай, овраг …» — Чёрный
- А.Дударев «Рядовые» — Дугин
- А.Дударев «В сумерках» — Тимон
- А.Чехов «Чайка» — Тригорин
- Н.Гоголь «Здесь все свои…» («Ревизор») — Хлестаков
- М.Угаров «Облом-OFF» — Обломов
- А.Вампилов «Утиная охота» — Зилов
- У.Шекспир «Гамлет» — Гамлет
- М.Булгаков «Мастер и Маргарита» — Воланд
- Т.Уильямс «Трамвай Желание» — Стенли Ковальский
- А.Чехов «Иванов» — Львов
- Н.Птушкина Браво, Лауренсия!.." — Олег
- Р.Отарбаев «Султан Бейбарс» — Калаун
- С.Мрожек «Гурманы» («В открытом море») — Крупный
- А.Островский «На всякого мудреца довольно…» — Глумов
- Б.Брехт «Страх и нищета в Третьей Империи» — Следователь, Хирург, Штурмовик
- Дж. Маротта и Б.Рандоне «Утешитель вдов» — Кувьелло
- А. Оразбеков «Одинокая яблоня» — Ергали
- Н.Садур «Панночка» — Спирид
- Л.Толстой «Милости просим, господа неверующие» («Плоды просвещения») — Леонид Федорович Звездинцев
- О.Бокей «Последнее причастие» — Ерик
- А.Яблонская «Язычники» — Боцман, Учитель
- Б.Жандарбеков «Томирис-царица сакская» — Кир
- А. Чехов «Черный монах» — Андрей Васильич Киврин
- С. Баранова-Сергучева «Пробуждение» — Старик
- Р. Куни «Смешные деньги» — Генри Перкинс
- А. Янкявичюс «Анна Каренина» — Алексей Каренин и др.

## Творчество
- Роману Чехонадскому присущи умение мгновенного перевоплощения, актерская индивидуальность, неожиданные и смелые приёмы, которые помогают ему добиваться на сцене предельной убедительности.
- Актёр высшей категории, занимается дубляжем сериалов, озвучивает программы Национального телеканала «Казахстан» и является постоянным ведущим городских праздников и торжеств. Обладает прекрасной сценической внешностью, незаурядным талантом, позволяющим ему создавать яркие образы в спектаклях.
- Творчество актера было отмечено ведущими критиками и журналистами Казахстана и России. Награжден почетными грамотами Министерства культуры и информации Республики Казахстан, Ассамблеи народа Казахстана, Союза театральных деятелей РК.

## Достижения
- Роман Чехонадский — дважды лауреат Международного фестиваля творческой молодёжи «Шабыт» (2003 и 2004 гг.). Обладатель премии «Лучшая мужская роль» в спектаклях"Преступление и наказание" Ф.Достоевского (Раскольников) и «Прощай овраг» С.Сергиенко и В.Чутко (Чёрный). По итогам 2008 года газетой «Известия Казахстан» признан «Актером года».

## Награды и звания
- 2005 — Медаль «10 лет Конституции Республики Казахстан»
- 2010 — Почетным знаком Министерства культуры и информации Республики Казахстан «Деятель культуры Казахстана»
- 2011 — Медаль «20 лет независимости Республики Казахстан»
- 2015 — Присвоено почетное звание «Заслуженный деятель Республики Казахстан» (за заслуги в области казахского театрального искусства)[1]
- 2018 — «Медаль 20 лет Астане»
- 2018 — Лауреат Национальной Театральной премии «Сахнагер-2018» в номинации «Лучший актёр»[2]
- Почетной грамотой Министерства культуры и информации РК.